# Riccardo Marchizza
Riccardo Marchizza (ur. 26 marca 1998 w Rzymie) – włoski piłkarz występujący na pozycji obrońcy we włoskim klubie Empoli. Wychowanek Romy, w trakcie swojej kariery grał także w takich zespołach, jak Sassuolo, Avellino, Crotone oraz Spezia. Młodzieżowy reprezentant Włoch.